# Wybrzeże Kości Słoniowej na Letnich Igrzyskach Olimpijskich 2000
Wybrzeże Kości Słoniowej na Letnich Igrzyskach Olimpijskich 2000 reprezentowało 14 zawodników, 7 mężczyzn i 7 kobiet.

## Skład kadry

### Judo

#### Kobiety
| Zawodnik          | Konkurencja   | 1/16 finału            | 1/8 finału            | Ćwierćfinały     | Półfinały        | Repasaże                | Repasaże         | Repasaże         | Repasaże         | Finał            | Pozycja          | Źródło |
| Zawodnik          | Konkurencja   | 1/16 finału            | 1/8 finału            | Ćwierćfinały     | Półfinały        | 1                       | 2                | 3                | O brąz           | Finał            | Pozycja          | Źródło |
| Zawodnik          | Konkurencja   | Przeciwnik Wynik       | Przeciwnik Wynik      | Przeciwnik Wynik | Przeciwnik Wynik | Przeciwnik Wynik        | Przeciwnik Wynik | Przeciwnik Wynik | Przeciwnik Wynik | Przeciwnik Wynik | Pozycja          | Źródło |
| ----------------- | ------------- | ---------------------- | --------------------- | ---------------- | ---------------- | ----------------------- | ---------------- | ---------------- | ---------------- | ---------------- | ---------------- | ------ |
| Rose Marie Kouaho | Waga do 57 kg | M. Lomba P 0010-1001   | NQ                    | NQ               | NQ               | NQ                      | NQ               | NQ               | NQ               | NQ               | Nieklasyfikowana | [ 1 ]  |
| Lea Zahoui Blavo  | Waga do 70 kg | A. Marzuki P 0000-1010 | NQ                    | NQ               | NQ               | NQ                      | NQ               | NQ               | NQ               | NQ               | Nieklasyfikowana | [ 2 ]  |
| Akissi Monney     | Waga do 78 kg | BYE                    | H. Rakels P 0000-1010 | NQ               | NQ               | K. Kienhuis P 0001-0011 | NQ               | NQ               | NQ               | NQ               | 13-15.           | [ 3 ]  |

### Lekkoatletyka

#### Konkurencje biegowe

##### Kobiety
| Zawodnik                                                       | Konkurencja | Eliminacje | Eliminacje | Ćwierćfinały | Ćwierćfinały | Półfinał | Półfinał | Finał | Finał   | Źródło |
| Zawodnik                                                       | Konkurencja | Czas       | Pozycja    | Czas         | Pozycja      | Czas     | Pozycja  | Czas  | Pozycja | Źródło |
| -------------------------------------------------------------- | ----------- | ---------- | ---------- | ------------ | ------------ | -------- | -------- | ----- | ------- | ------ |
| Louise Ayetotche                                               | 100 m       | 11.52      | 5.         | NQ           | NQ           | NQ       | NQ       | NQ    | NQ      | [ 4 ]  |
| Louise Ayetotche                                               | 200 m       | 22.85      | 2. (Q)     | 22.86        | 2. (Q)       | 22.76    | 5.       | NQ    | NQ      | [ 5 ]  |
| Louise Ayetotche Affoue Allou Mary Gnahore Makaridja Sanganoko | 4 × 100 m   | 44.34      | 5.         | —            | —            | NQ       | NQ       | NQ    | NQ      | [ 6 ]  |

##### Mężczyźni
| Zawodnik                                                     | Konkurencja | Eliminacje | Eliminacje | Ćwierćfinały | Ćwierćfinały | Półfinał | Półfinał | Finał | Finał   | Źródło |
| Zawodnik                                                     | Konkurencja | Czas       | Pozycja    | Czas         | Pozycja      | Czas     | Pozycja  | Czas  | Pozycja | Źródło |
| ------------------------------------------------------------ | ----------- | ---------- | ---------- | ------------ | ------------ | -------- | -------- | ----- | ------- | ------ |
| Ibrahim Meite                                                | 100 m       | 10.24      | 4. (q)     | 10.40        | 6.           | NQ       | NQ       | NQ    | NQ      | [ 7 ]  |
| Ahmed Yves Douhou                                            | 200 m       | 20.98      | 4.         | NQ           | NQ           | NQ       | NQ       | NQ    | NQ      | [ 8 ]  |
| Ibrahim Meite Ahmed Yves Douhou Eric Pacome N’Dri Yves Sonan | 4 × 100 m   | 39.06      | 1. (Q)     | —            | —            | 38.82    | 5.       | NQ    | NQ      | [ 9 ]  |

### Pływanie

#### Mężczyźni
| Zawodnik         | Konkurencja | Eliminacje | Eliminacje | Półfinał | Półfinał | Finał | Finał   | Pozycja | Źródło |
| Zawodnik         | Konkurencja | Czas       | Pozycja    | Czas     | Pozycja  | Czas  | Pozycja | Pozycja | Źródło |
| ---------------- | ----------- | ---------- | ---------- | -------- | -------- | ----- | ------- | ------- | ------ |
| Gregory Arkhurst | 100 m       | 53.55      | 1.         | NQ       | NQ       | NQ    | NQ      | 63.     | [ 10 ] |

### Taekwondo

#### Mężczyźni
| Zawodnik                  | Konkurencja   | 1/8 finału       | Ćwierćfinały     | Półfinały           | Repasaże o brąz  | Repasaże o brąz  | Finał            | Pozycja | Źródło |
| Zawodnik                  | Konkurencja   | 1/8 finału       | Ćwierćfinały     | Półfinały           | Półfinał         | Finał            | Finał            | Pozycja | Źródło |
| Zawodnik                  | Konkurencja   | Przeciwnik Wynik | Przeciwnik Wynik | Przeciwnik Wynik    | Przeciwnik Wynik | Przeciwnik Wynik | Przeciwnik Wynik | Pozycja | Źródło |
| ------------------------- | ------------- | ---------------- | ---------------- | ------------------- | ---------------- | ---------------- | ---------------- | ------- | ------ |
| N'Guessan Sebastien Konan | Waga do 80 kg | BYE              | M. Mokhosi W 4-3 | F. Ebnoutalib P 3-4 | BYE              | V. Estrada P 4-6 | NQ               | 5-6.    | [ 11 ] |

### Zapasy

#### Styl wolny

##### Mężczyźni
| Zawodnik           | Konkurencja   | 1/8 finału                                                  | 1/8 finału | 1/8 finału | Ćwierćfinały     | Półfinały        | Finał            | Pozycja | Źródło |
| Zawodnik           | Konkurencja   | Przeciwnicy Wyniki                                          | Bilans     | Pozycja    | Przeciwnik Wynik | Przeciwnik Wynik | Przeciwnik Wynik | Pozycja | Źródło |
| ------------------ | ------------- | ----------------------------------------------------------- | ---------- | ---------- | ---------------- | ---------------- | ---------------- | ------- | ------ |
| Vincent Aka-Akesse | Waga do 85 kg | A.R. Khadem Azgadhi P 0-4 G. Kapuvári P 0-6 N. Ghiță P 0-10 | 0-3        | 4.         | NQ               | NQ               | NQ               | 20.     | [ 12 ] |